# 爆炸球：编年史
《波蘭球：編年史》是由波兰独立游戏工作室 Exit Plan Games（退出计划游戏）开发的3D平台游戏。该游戏大体上是根据起源于2009年的网络漫画波蘭球而打造的，其最终版本原定于2022年底发布。据工作室称，抢先体验版包括 25% 的游戏内容和 50% 的功能。
波蘭球：編年史于2021年3月3日在Steam平台开启抢先体验，同年6月宣布登陆Xbox。游戏支持简体中文、英语、法语、德语、波兰语、俄语、葡萄牙语（巴西）、西班牙语（西班牙）、日语、韩语、土耳其语共十一种语言。

## 游戏玩法
游戏从一个设计得像电影制片厂的主菜单大厅开始，带有旗帜的球在其中漫游。在一个单独的房间里，你可以选择世界上众多国家/地区的旗帜（最初，玩家没有旗帜可选）。在每扇上锁的门（需使用冒险期间收集的卷轴打开）的后面，都有通往各个地图的门户。
玩家控制的主角是一个带有国家旗帜的球，你可以自由选择。它可以滚动、弹跳、加速和击打物体和其他球。此外，角色可以用力撞击地面，也可以配备盾牌。您需要在地图中探索并完成任务，同时收集新物件和卷轴以打扮自己并解锁新地图。
除了单人游戏模式外，游戏还支持至多4人的在线多人联机游戏。您可以在游戏设置中设置联机权限对所有人开放（任何人都可以在地图中的插头按E连接至您的游戏中）、或是仅对Steam好友开放联机权限。

## 背景设定
根据开发人员自己的说法，这款游戏的创作灵感来自平台类型的著名英雄示例——超级马里奥、索尼克（Sonic）和班卓熊大冒险。2021年2月19日，游戏的预告片被曝光。

### 维京地图
2021年3月3日正式发布。背景基于历史上的维京时代制作：宁静的生活中，敌人滚滚而来，需要一位不仅仅会滚动的大无畏的英雄打败boss，拯救众球。维京关卡的地图非常大，很适合喜欢RPG的玩家去体验。维京关卡场景很漂亮，而且要素极其丰富。在抢先体验阶段，游戏中最初只有维京人的位置，英国球（默认情况下）将不得不与他们作战，摧毁他们的船只并释放英国囚犯。这个地图的主要敌人是维京首领。当它被摧毁时，玩家将获得一个翼骑兵头盔和一把闪电锤。

### 太空竞赛地图
2021年12月3日更新。

### 海盗地图
2022年9月12日推出。

## 物品道具
最新版分为武器、盾牌、帽子、服饰、皮肤、音乐6类，除地图中探索解锁新物品外，活动公告期间还可以通过球球扭蛋机使用代码兑换物品。

## 游戏评价
法国的文化门户网站Culturellement Vôtre对该游戏作出了如下评论：
经过一个非常快速和良好的教程，Exit Plan Games (退出计划游戏) 没有为我们提供介绍性视频，没有文本或静止帧形式的菜单，没有直接沉浸在游戏的第一关，而是一个美丽且非常有趣的大厅随着布景的出现。<...> 第一步已经过去了，游戏玩法已经熟知了。 我们花时间环顾四周，了解四周环境的样子，我们很快就惊叹于它的丰富性和多样性。<...>轻松的氛围，幽默的音符，角色的态度和声音，惊叹道：一切都是为了确保我们有一个愉快的时刻，所以我们总是面带微笑。
门户网站还强调了游戏的音乐，称其史诗般地赋予了游戏“一种有趣而冷酷的基调”，同时他们也注意到了敌方波蘭球球的多样性。